# G. V. Loganathan
Gobichettypalayam Vasudevan Loganathan (* 20. April 1956 im Dorf Karatadipalayam, Tamil Nadu; † 16. April 2007 in Blacksburg, Virginia) war ein indisch-amerikanischer Bauingenieur.

## Leben
Loganathan studierte an der University of Madras und schloss 1976 als Bachelor ab, machte 1978 seinen Master am Indian Institute of Technology Kanpur und promovierte 1982 an der Purdue University. Anschließend wechselte er zum Virginia Polytechnic Institute and State University („Virginia Tech“). Hier entwickelte er sich zu einem herausragenden und mehrfach prämierten Wissenschaftler auf dem Gebiet des Bauingenieurwesens. Zuletzt war er Professor of Civil and Environmental Engineering. Loganathan gehörte dem Fakultäts-Senat und dem Virginia Tech Honor Court an. Zudem war er Mitherausgeber der wissenschaftlichen Zeitschrift Journal of Hydrologic Engineering.
Loganathan war am 16. April 2007 eines der Opfer beim Amoklauf an der Virginia Tech.